# 并州
州（中古擬音：pjeng），為中国传说时代的九州和十二州之一，汉朝到宋朝时均曾设立名为“并州”的州。

## 九州之一
《史記》中講：“舜以冀州之北广大，分置并州。”相传禹治洪水，劃分域內为九州。据《周礼》、《汉书·地理志上》记载， 并州为九州之一。

## 实际区划
汉武帝时，置并州刺史部，为十三刺史部之一，约当今山西省大部，河北省及内蒙古自治区的一部分地。东汉、曹魏、西晋以来，并州的治所就在太原郡晋阳县，晋末治台壁，后来仍治晋阳。并州包括今山西省大部，北朝以来并州辖境逐渐缩小，但仍以太原为中心。
隋炀帝时改并州为太原郡，其地约当今山西省太原市、大同市和河北省保定市一带地区。李渊、李世民晋阳起兵之处便属于太原郡。唐高祖恢复并州之称，武则天的家乡就在并州的文水县。唐玄宗开元十一年（723年），并州改为太原府。北宋灭建都太原府的北汉，又改太原府为并州，旋即升为太原府。
| 州 | 并州                                        | 并州                 | 郡 | 太原郡                                                                                               |
| 郡 | 太原郡                                      | 乐平郡               | 县 | 晋陽县 太原县 文水县 寿陽县 榆次县 太谷县 汾陽县 乐平县 和順县 石艾县 祁县 遼山县 交城县 平城县 盂县 |
| 县 | 龙山县 晋陽县 受陽县 东受阳县 中都县 陽邑县 | 乐平县 梁榆县 石艾县 | 县 | 晋陽县 太原县 文水县 寿陽县 榆次县 太谷县 汾陽县 乐平县 和順县 石艾县 祁县 遼山县 交城县 平城县 盂县 |

| 唐朝并州辖县 | 唐朝并州辖县 |
| ------------ | --- |
| 618年        | 太原县、晋阳县、榆次县、寿阳县、抚城县、盂县、石艾县、乐平县、和顺县、辽山县、平城县、太谷县、祁县、文水县、阳直县、交城县（新设清源县，榆社县改属韩州）                                               |
| 620年        | 太原县、晋阳县、榆次县、抚城县（改名乌河县）、阳直县、交城县、清源县（新设汾阳县，文水县改属汾州，盂县、寿阳县改属受州，石艾县、乐平县、和顺县、辽山县改属辽州，平城县改属榆州，太谷县、祁县改属太州） |
| 623年        | 太原县、晋阳县、榆次县、乌河县、阳直县、交城县、清源县、汾阳县（文水县、太谷县、祁县来属） |
| 624年        | 太原县、晋阳县、榆次县、乌河县、阳直县（改名阳曲县）、交城县、清源县、汾阳县（改名罗阴县）、太谷县、祁县（文水县改属汾州）                                                                             |
| 627年        | 太原县、晋阳县、榆次县、阳曲县、交城县、清源县、太谷县、祁县（文水县来属，废除乌河县、罗阴县） |
| 634年        | 太原县、晋阳县、榆次县、阳曲县、交城县、清源县、太谷县、祁县、文水县（盂县、受阳县、石艾县、乐平县来属）                                                                                               |
| 637年        | 太原县、晋阳县、榆次县、阳曲县、交城县、清源县、太谷县、祁县、文水县、盂县、受阳县（改名寿阳县）、石艾县、乐平县                                                                                       |
| 638年        | 太原县、晋阳县、榆次县、阳曲县、交城县、清源县、太谷县、祁县、文水县、盂县、寿阳县、石艾县、乐平县（燕然县来属）                                                                                       |
| 640年        | 太原县、晋阳县、榆次县、阳曲县、交城县、清源县、太谷县、祁县、文水县、盂县、寿阳县、石艾县、乐平县（废除燕然县）                                                                                       |
| 690年        | 太原县、晋阳县、榆次县、阳曲县、交城县改治今山西省交城县、清源县、太谷县、祁县、文水县（改名武兴县）、盂县、寿阳县、石艾县、乐平县                                                                     |
| 705年        | 太原县、晋阳县、榆次县、阳曲县、交城县、清源县、太谷县、祁县、武兴县（改名文水县）、盂县、寿阳县、石艾县、乐平县                                                                                       |
| 713年        | 太原县、晋阳县、榆次县、阳曲县、交城县、清源县、太谷县、祁县、文水县、盂县、寿阳县、石艾县、乐平县（新设灵川县）                                                                                       |
| 714年        | 太原县、晋阳县、榆次县、阳曲县、交城县、清源县、太谷县、祁县、文水县、盂县、寿阳县、石艾县、乐平县（废除灵川县）                                                                                       |
| 723年        | 太原县、晋阳县、榆次县、阳曲县、交城县、清源县、太谷县、祁县、文水县、盂县、寿阳县、石艾县、乐平县 |

## 刺史
汉朝并州刺史
曹魏并州刺史
- 梁習（220年－228年）
- 畢軌（231年－240年）
- 田豫（240年－243年）
- 陳泰（244年－248年）
- 孫禮（248年－249年）
- 魯芝（249年－253年）

西晋并州刺史
- 石鉴（265年－267年）
- 刘钦（267年－271年）
- 胡奋（272年－277年）
- 胡岐（280年）
- 张敩（286年）
- 夏侯骏（290年－295年）
- 山该（296年－297年）
- 刘卞（298年－299年）
- 司马腾（300年－307年）
- 刘琨（307年－316年）

北魏并州刺史
- 拓跋素延（396年－397年）
- 奚牧（397年－399年）
- 叔孙建（404年－406年）
- 拓跋六头（409年－412年）
- 拓跋屈（413年）
- 楼伏连（414年－415年）
- 苟孤（416年－417年）
- 丘堆（417年－421年）
- 伊楼拔（422年）
- 拓跋崇（425年－429年）
- 娥清（432年－435年）
- 尉力斤（438年）
- 刘殊（太平真君年间）
- 刘辉（太平真君年间）
- 李宝（446年－449年）
- 乞伏成龙（455年－456年）
- 王宪（458年－460年）
- 薛野䐗（462年－464年）
- 孙茂翘（466年－481年）
- 赵蔚（太和年间）
- 拓跋陵（太和年间）
- 綦辰（太和年间）
- 王袭（491年－495年）
- 于杲（496年）
- 元丕（496年－497年）
- 元鸾（497年－499年）
- 李韶（500年－501年）
- 席法友（501年－502年）
- 王仲兴（503年－504年）
- 高聪（505年－508年）
- 秦松（509年－510年）
- 元融（512年－515年）
- 穆鑖（515年－516年）
- 崔延伯（517年）
- 元徽（518年－520年）
- 高绰（520年－522年）
- 杨津（523年）
- 范绍（524年－526年）
- 魏承祖（527年）
- 元天穆（528年－530年）
- 元晔（530年）
- 王绰（530年）
- 尔朱兆（531年－532年）
- 薛循义（532年）
- 高隆之（532年－534年）
- 孙腾（534年）

唐朝并州刺史
- 李元吉（618年—619年）
- 窦静（618年—619年）
- 刘德威（619年）
- 刘政会（619年）
- 张纶（619年—620年）
- 李仲文（620年）
- 刘世让（620年—621年）
- 李神符（621年—622年）
- 李元吉（622年—626年，遥领）
- 成仁重（622年）
- 窦静（623年—626年）
- 李世勣（626年—628年）
- 李弘节（628年）
- 李治（633年—643年，遥领）
- 李世勣（629年—641年）
- 史嵩（贞观年间）
- 杨某
- 李孝（652年—656年，遥领）
- 张绪（652年）
- 任怀玉（显庆年间）
- 李显（661年—676年，遥领）
- 李冲寂（上元年间）
- 李旦（676年，遥领）
- 蔺仁基（676年之前）
- 李冲玄（679年）
- 封言道（681年—683年）
- 辛文陵（唐高宗时）
- 邓恽（唐高宗时）
- 李思文（垂拱年间）
- 窦孝谌（垂拱年间）
- 郭琳（691年）
- 王及善（691年）
- 崔神庆（692年）
- 韦安石（695年）
- 王方庆（696年，未任）
- 武重规（697年—698年）
- 魏元忠（699年）
- 娄师德（699年）
- 杜景俭（700年）
- 李旦（702年—705年，遥领）
- 魏元忠（702年）
- 武攸宜（702年）
- 张仁愿（长安年间—705年）
- 李重茂（705年，遥领）
- 宋璟（705年，未任）
- 崔宣道（神龙年间）
- 张知泰（神龙末年—景龙初年）
- 卢玢（景龙年间）
- 裴怀古（神龙年间）
- 裴怀古（神龙年间）
- 周仁轨（710年）
- 崔敬嗣（711年之前）
- 薛讷（711年—714年）
- 李㧑（713年，遥领）
- 李范（714年，遥领）
- 王晙（714年—716年）
- 张嘉贞（716年—720年）
- 张说（720年—722年）
- 崔隐甫（721年）
- 崔日用（722年）
- 王晙（722年—723年）

北宋知并州
- 刘保勋（979年—980年）
- 符昭愿（980年—982年）
- 周保权（983年—985年）
- 王明（987年—990年）
- 潘美（990年）
- 张永德（991年—995年）
- 李允正（995年）
- 雷有终（996年—997年）
- 雷有终（997年、998年—999年、1005年）
- 王承衎（997年—998年）
- 任中正（999年、1012年—1015年）
- 王略（999年）
- 韩崇训（999年—1000年）
- 王超（1000年—1001年）
- 程德玄（1001年—1002年）
- 钱若水（1002年—1003年）
- 李允正（1003年）
- 李继和（1003年）
- 王嗣宗（1003年—1005年）
- 張詠（1006年—1007年）
- 刘综（1007年—1011年）
- 张秉（1011年—1012年）
- 周起（1015年—1017年）
- 薛映（1017年—1020年）
- 马元方（1020年—1022年）
- 马元方（1022年—1023年）
- 薛奎（1024年）
- 陈尧佐（1025年—1028年）
- 赵稹（1029年—1030年）
- 张若谷（1030年—1032年）
- 梅询（1032年—1034年）
- 李若谷（1035年—1037年）
- 杜衍（1037年—1039年）
- 任中师（1039年—1040年）
- 王沿（1040年）
- 杨偕（1040年—1041年）
- 高继宣（1041年—1042年）
- 郑戬（1042年、1046年—1049年）
- 明镐（1042年—1045年）
- 夏竦（1045年—1046年）
- 王拱辰（1049年—1052年）
- 李昭亮（1052年—1053年）
- 韩琦（1053年—1055年）
- 富弼（1055年）
- 庞籍（1055年—1056年）
- 孙沔（1056年—1059年）
- 梁适（1059年）

## 深入阅读
- 《隋书·志第二十五·地理中》
- 《新唐书·志第二十九·地理三》
- 《中国行政区划通史·唐代卷》
- 《唐刺史考全编》